# Kurt Horwitz
Pour les articles homonymes, voir Horwitz.
Scènes principales
Théâtre de Bâle
Bayerisches Staatsschauspiel
Kurt Horwitz (né le 21 décembre 1897 à Neuruppin, mort le 14 février 1974 à Munich) est un acteur et metteur en scène allemand.

## Biographie
Kurt Horwitz grandit à Düsseldorf et suit,à partir de 1919, des leçons d'art dramatique avec Ferdinand Gregori à Berlin. La même année, il s'installe à Munich au Kammerspiele  dirigé par Otto Falckenberg, où il fait partie de l'ensemble jusqu'en 1933. Outre des pièces classiques, il participe également aux premières mondiales des pièces de Bertolt Brecht, Tambours dans la nuit (1922) et de La Vie d'Édouard II d'Angleterre (1924).
En 1929, sous la direction de Hans Schweikart, il incarne Mackie Messer dans L'Opéra de quat'sous, de plus il fait des mises en scène et est invité de la Volksbühne Berlin. Après la prise du pouvoir par les nationaux-socialistes en 1933, Horwitz émigre en Suisse.
De 1933 à 1938, puis de 1940 à 1946, il est acteur et metteur en scène au Schauspielhaus de Zurich. De 1938 à 1940, il travaille au théâtre de Bâle. En 1945, il met en scène pour la première fois Nun singen sie wieder de Max Frisch.
Il devient directeur du théâtre de Bâle en 1946. En 1950, il retourne à Zurich pour trois ans en tant qu'acteur et metteur en scène. En 1947, il met en scène Es steht geschrieben de Friedrich Dürrenmatt. Outre de nombreuses autres productions, il dirige souvent des pièces de Molière dans lesquelles son ami Ernst Ginsberg joue le personnage principal.
Fin 1952, Horwitz est nommé directeur du Bayerisches Staatsschauspiel à Munich. En 1953, Horwitz nomme Hans-Reinhard Müller assistant personnel puis, en 1954, directeur adjoint. Horwitz exerce cette fonction Jusqu'en août 1958 et fait de Fritz Kortner son metteur en scène principal. Il reste ensuite acteur et réalisateur sans engagement ferme à Munich. En 1959, il reçoit la médaille Kainz pour sa mise en scène du Misanthrope de Molière. En 1962, il fait la première mise en scène de Les Physiciens de Friedrich Dürrenmatt.
Au cinéma et à la télévision, Horwitz n'est vu que dans des rôles relativement mineurs.

## Filmographie

### Au cinéma
- 1922 : Mysterien eines Frisiersalons
- 1932 : Die Herrgottsgrenadiere
- 1932 : La Fiancée vendue
- 1932 : Un drame à quatre sous
- 1932 : Un homme de cœur
- 1932 : Fürst Seppl
- 1933 : Ce que femme rêve
- 1933 : Muß man sich gleich scheiden lassen?
- 1954 : Der letzte Sommer  (Le Dernier Été)
- 1954 : Sauerbruch – Das war mein Leben  (Héros en blanc)

### À la télévision
- 1955 : Die Heiratskomödie
- 1955 : Apoll von Bellac
- 1957 : Die Panne
- 1957 : Das große ABC
- 1958 : Die Alkestiade
- 1958 : Paul und Julia
- 1959 : Ruf ohne Echo
- 1959 : Spiel im Schloß
- 1960 : Gericht über Las Casas
- 1963 : Maria Stuart
- 1964 : Der Traum des Eroberers
- 1964 : Briefe der Liebe
- 1965 : Der seidene Schuh
- 1965 : Keine Angst vor der Hölle?
- 1966 : Italienische Nacht
- 1966 : Porträt eines Helden
- 1966 : Baumeister Solness
- 1967 : Mit guten Vorsätzen
- 1967 : Die Affäre Eulenburg
- 1967 : Das Attentat - L.D. Trotzki
- 1968 : Zwischen gestern und morgen
- 1968 : Ein Schweigen vom Himmel
- 1968 : Othello
- 1969 : Der Rückfall
- 1970 : Die 13 Monate
- 1970 : Hier bin ich, mein Vater  (téléfilm)
- 1970 : Lerne Lachen ohne zu weinen
- 1970 : Der Papierblumenmörder   (Série Der Kommissar)
- 1970 : Mein Freund Harvey (de)
- 1970 : Der Mann am Strick
- 1970 : Die vierzig Irrtümer des Herodes
- 1970 : Die Beichte
- 1971 : Das provisorische Leben
- 1971 : Der Hitler/Ludendorff-Prozeß - Szenen aus einem Hochverratsprozeß in einer Republik ohne Republikaner